# Вероника бухарская
Веро́ника буха́рская (лат. Veronica bucharica) — однолетнее травянистое растение, вид рода Вероника (Veronica) семейства Подорожниковые (Plantaginaceae).

## Распространение и экология
Таджикистан: бассейны рек Варзоба, Кафирнигана, Вахша, к востоку до хребта Хозретиши и не севернее Гиссара. Эндемик Памиро-Алая.
Произрастает на каменистых и мелкозёмистых склонах и перевалах, галечниках сухих русел, преимущественно в нижнем поясе гор.

## Ботаническое описание
Растение высотой 3—15 (до 20) см, коротко опушённое. Корни тонкие.
Стебли прямостоячие, в верхней части преимущественно ветвистые.
Листья продолговато-ланцетные, цельные, на черешках; верхние сидячие, по краю вырезанно-пильчатые, супротивные, изредка очерёдные. Прицветные листья линейно-ланцетные, короче цветоножек.
Цветки в рыхлых кистевидных соцветиях, на нитевидных, почти поникших цветоножках, при плодах отогнутых вниз, превышающих чашечку и прицветники; доли чашечки линейно-ланцетные или почти линейные, длинно и тонко заострённые, отклонённые, о трёх жилках, с редкими и короткими щетинистыми волосками. Венчик превышает чашечку, длиной 8—10 мм.
Коробочка железистая, сплюснутая, короче чашечки, почти до основания разделённая на удлиненные, почти горизонтально расходящиеся лопасти. Семена грушевидной формы, обычно неглубоко морщинистые, с одной стороны вогнутые, с другой плосковатые, длиной около 1,5 мм, шириной 1 мм.

## Таксономия
Вид Вероника бухарская входит в род Вероника (Veronica) семейства Подорожниковые (Plantaginaceae) порядка Ясноткоцветные (Lamiales).
|  |                                      |  |                                                             |                                                             |                          |  | ещё 21 семейство (согласно Системе APG II) | ещё 21 семейство (согласно Системе APG II) |                        |  |  |  | ещё от 300 до 500 видов |
|  |                                      |  |                                                             |                                                             |                          |  | ещё 21 семейство (согласно Системе APG II) | ещё 21 семейство (согласно Системе APG II) |                        |  |  |  | ещё от 300 до 500 видов |
|  |                                      |  |                                                             | порядок Ясноткоцветные                                      |                          |  |                                            |                                            | род Вероника           |  |  |  |                         |
|  |                                      |  |                                                             | порядок Ясноткоцветные                                      |                          |  |                                            |                                            | род Вероника           |  |  |  |                         |
|  | отдел Цветковые, или Покрытосеменные |  |                                                             |                                                             | семейство Подорожниковые |  |                                            |                                            | вид Вероника бухарская |  |  |  |                         |
|  | отдел Цветковые, или Покрытосеменные |  |                                                             |                                                             | семейство Подорожниковые |  |                                            |                                            |                        |  |  |  |                         |
|  |                                      |  | ещё 44 порядка цветковых растений (согласно Системе APG II) | ещё 44 порядка цветковых растений (согласно Системе APG II) |                          |  |                                            | ещё 90 родов                               | ещё 90 родов           |  |  |  |                         |
|  |                                      |  |                                                             | ещё 44 порядка цветковых растений (согласно Системе APG II) |                          |  |                                            |                                            | ещё 90 родов           |  |  |  |                         |